# U-23サッカーエジプト代表
U-23サッカーエジプト代表は、エジプトサッカー協会によって編成されるエジプトのサッカーの23歳以下のナショナルチームである。23歳以下の選手を対象とするオリンピックに出場するためのチームである。そのため、オリンピックの前年にはU-22サッカーエジプト代表、そのさらに前年にはU-21サッカーエジプト代表と呼称が変わる。

## オリンピックの成績
- 1992 - グループリーグ敗退
- 1996 - 予選敗退
- 2000 - 予選敗退
- 2004 - 予選敗退
- 2008 - 予選敗退
- 2012 - ベスト8
- 2016 - 予選敗退
- 2020 - ベスト8
- 2024 - 4位